# Sedum dasyphyllum
Arrocetas (Sedum dasyphyllum) es una de las especies de la familia de las crasuláceas.

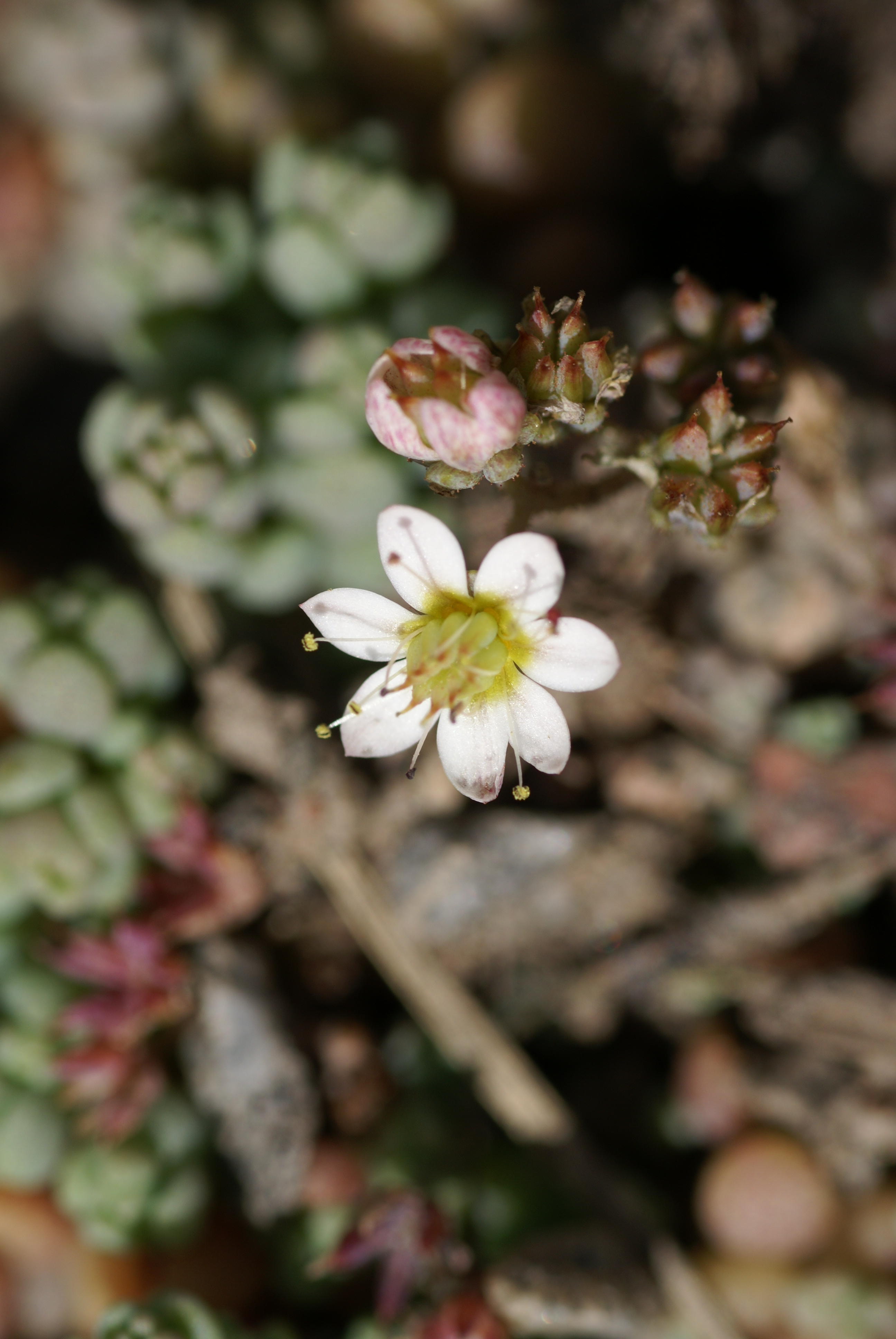
Detalle de la flor.

## Descripción
Planta perenne, enmarañada, grisácea o rojiza. Hojas de 3-5 mm, glaucas, ovoideas o casi redondeadas, en su mayor parte opuestas, pubescentes, a menudo algo viscosas. flores de 5-6 mm, con pétalos de color blanco, o con rayas rosas, en inflorescencias flojas. El nombre de especie se debe a la característica de sus hojas pelosas y enmarañadas (lat. dasy = velloso).

## Distribución y hábitat
Sur de Europa y partes del centro. Naturalizada en Bélgica, Gran Bretaña, Dinamarca, Irlanda y Holanda.
En muros viejos, rocas y rellanos de piedra caliza.

## Taxonomía
Sedum dasyphyllum fue descrita por Carlos Linneo y publicado en Species Plantarum, 431 en 1753.
Etimología
Ver: Sedum
dasyphyllum: epíteto latino que significa "hojas peludas".
Citología
Números cromosomáticos de Sedum dasyphyllum  (Fam. Crassulaceae) y táxones infraespecificos: n=14
Sinonimia
- Leucosedum dasyphyllum (L.) Fourr.
- Oreosedum dasyphyllum (L.) Grulich
- Sedum burnatii Briq.
- Sedum corsicum Duby
- Sedum dasyphyllum var. moroderi (Pau) O.Bolòs & Vigo
- Sedum glanduliferum Guss.
- Sedum glaucum Lam.
- Sedum moroderi Pau
- Sedum nebrodense Gasp.[6]

## Nombres comunes
- Castellano: arroz, uguetas, uña de gato.[6]